# Sofia Fagerström
Sofia Fagerström es una deportista sueca que compitió en ciclismo de montaña en la disciplina de eslalon dual. Ganó una medalla de bronce en el Campeonato Europeo de Ciclismo de Montaña de 1999.

## Palmarés internacional
| Campeonato Europeo | Campeonato Europeo | Campeonato Europeo | Campeonato Europeo |
| Año                | Lugar              | Medalla            | Competición        |
| ------------------ | ------------------ | ------------------ | ------------------ |
| 1999               | La Molina (España) | Medalla de bronce  | Dual               |